# جواز سفر يمني

## مميزات جواز السفر
جوازات السفر اليمنية ذات لون أزرق داكن، عليها شعار اليمن مزركش وبارز في وسط الغلاف الأمامي. 

### سُلطات الإصدار
تصدر الجوازات اليمنية من فرع وزارة الداخلية مصلحة الهجرة والجوازات والجنسية، أو من القنصليات والسفارات اليمنية في الخارج.

### محتوى الصفحات
في الصفحة الأولى من الجواز الإلكتروني، تظهر معلومات حامل الجواز وتكون باللغتين العربية والإنجليزية، وتكون المعلومات بالترتيب التالي أفقيا:
- رقم جواز السفر
- رمز البلد
- النوع
- الاسم الثلاثي
- اسم العائلة
- محل الميلاد
- تاريخ الميلاد
- الجنس
- المهنة
- جهة الإصدار
- تاريخ الإصدار
- تاريخ الانتهاء
- الباركود
- رموز لآلة القراءة
- وفي الجهة اليسرى من الجواز توجد صورة حامل الجواز

وأما في الصفحات الباقية فتوجد التعليمات وتتضمن:
- التعليمات:

1. تصدر جوازات السفر في الجمهورية اليمنية من مصلحة الهجرة والجوازات والجنسية وفروعها والبعثات الدبلوماسية والقنصليات المعتمدة للجمهورية في الخارج.
2. مدة صلاحية هذا الجواز ست سنوات اعتبارا من تاريخ إصداره.
3. هذا الجواز صالح للسفر إلى جميع أقطار العالم.
4. يحتوي هذا الجواز على 42 صفحة.

- تنبيه هام: هذا الجواز وثيقة هامة ويجب المحافظة عليه حتى لا يقع في حوزة شخص أخر لا يحق له حمله، وإذا فقد أو تلف فيجب الإبلاغ عن ذلك على الفور إلى جهة إصداره أو أقرب سلطة تابعه للجمهورية اليمنية أو معهود إليها من قبلها بالنظر في ذلك، ولا يتم إصدار وثيقة بديلة إلا بعد البحث والتحقيق الشامل.

وتوجد بعد ذلك صفحة عنوان حامل الجواز وأقربائه الموجودين في الجمهورية اليمنية للرجوع إليهم عند الاقتضاء.
يوجد في الصفحة الرابعة من جواز السفر سجل القيد ونصه كالتالي:
- سجل القيد: بكل قنصلية سجل لقيد أسماء مواطني الجمهورية اليمنية المقيمين في دائرة اختصاصها. وعلى كل مواطن يقيم مدة ستة شهور أو أكثر أن يقيد إسمه في سجل دائرة القنصلية ويكون القيد بلا مقابل إذا طلب خلال ستة شهور من بدء الإقامة في دائرة القنصلية وتؤدى عنه الرسوم القنصلية المقررة إذا طلب بعد انتهاء هذه المدة.

وتوجد بعد ذلك صفحتين للملاحظات و4 صفحات للإضافات و32 صفحة للتأشيرات.

### اللغات
نص جوازات السفر اليمنية يطبع باللغتين العربية والإنجليزية.

### العلامات الأمنية
توجد العديد من العلامات الأمنية في جواز السفر اليمني لتمنعها من التزوير وهي:
- العلامات الأمنية الموجود في الورقة الأولى:

الباركود ثنائي الأبعاد والعلامة المائية الموجود في آخر الصورة الشخصية وأسفلها وعند تعريض جواز السفر للضوء تظهر خريطة الجمهورية في أعلى الصورة الشخصية وفي بعض النسخ تظهر الصورة الشخصية وشعار الجمهورية اليمنية في منتصف الجواز 
- العلامات الأمنية الموجودة في باقي الصفحات:

عند تعريض الجواز للضوء يظهر رقم الصفحة باللغتين العربية والإنجليزية في أعلى الورقة.
وعند طرف الورقة يظهر شريط فضي يحوي علم الجمهورية مكرر 10 مرات وكلمة اليمن باللغتين العربية والإنجليزية.
ويظهر شعار الجمهورية في منتصف الورقة مكرر 3 مرات.

## السفر بدون تأشيرة/تأشيرة فورية

السفر بدون تأشيرة/تأشيرة فورية

### أفريقيا
| البلدان والأقاليم | شروط الحصول |
| ----------------- | --- |
| بوروندي           | تأشيرة تصدر عند الوصول |
| الرأس الأخضر      | تأشيرة تصدر عند الوصول |
| جزر القمر         | تأشيرة حرة لمدة 24 ساعة تصدر عند الوصول في حالات الترانزيت. في غضون تلك الـ24 ساعة يجب تحويل التأشيرة إلى تأشيرة كاملة في مكتب الهجرة في موروني. (رسوم مستحقة الدفع) |
| جيبوتي            | تأشيرة لمدة شهر تصدر عند الوصول، بمبلغ 0 فرنك جيبوتي |
| كينيا             | تأشيرة دخول لمدة 3 أشهر تصدر عند الوصول، بمبلغ 0 دولار |
| مدغشقر            | تأشيرة لمدة 90 يوم تصدر عن الوصول، بمبلغ 0 آراري؛ يوصي بشدة بالحصول على التأشيرة قبل السفر                                                                           |
| موزمبيق           | تأشيرة لمدة شهر تصدر عند الوصول، بمبلغ 0 دولار أميريكي |
| سيشل              | شهر واحد |
| تنزانيا           | تأشيرة دخول تصدر عند الوصول، بمبلغ 0 دولار |
| توغو              | تأشيرة لمدة 7 أيام تصدر عند الوصول، بما يقارب 0 دولار فرنك غرب أفريقي [وصلة مكسورة]                                                                                  |
| أوغندا            | تأشيرة لمدة 3 أشهر تصدر عند الوصول، بمبلغ 0 دولار أميريكي |
| زامبيا            | تأشيرة لمدة 3 أشهر تصدر عند الوصول، بمبلغ 0 دولار أميريكي |

### الأمريكتين
| البلدان والأقاليم       | شروط الحصول |
| ----------------------- | ----------- |
| دومينيكا                | 21 يوم      |
| الإكوادور               | 90 يوم      |
| هايتي                   | 3 شهور      |
| سانت كيتس ونيفيس        | 14 يوم      |
| سانت فينسنت والغرينادين | شهر واحد    |
| جزر توركس وكايكوس       | 30 يوم      |

### آسيا
| البلدان والأقاليم | شروط الحصول                                                |
| ----------------- | ---------------------------------------------------------- |
| أرمينيا           | تأشير لمدة 120 تصدر عند الوصول، بمبلغ 0 درام               |
| أذربيجان          | تأشيرة لمدة 30 يوم تصدر عند الوصول، بمبلغ 0 دولار أميريكي  |
| بنغلاديش          | تأشيرة لمدة 90 يوم تصدر عند الوصول، بمبلغ 0 دولار أميريكي  |
| كمبوديا           | تأشيرة لمدة 30 يوم تصدر عند الوصول                         |
| جورجيا            | تأشيرة لمدة 3 شهور تصدر عند الوصول                         |
| سوريا             | تأشيرة عند الوصول                                          |
| لاوس              | تأشيرة لمدة 30 يوم تصدر عند الوصول، بمبلغ 30 دولار أميريكي |
| ماكاو             | تأشيرة لمدة 30 يوم تصدر عند الوصول                         |
| ماليزيا           | 3 شهور                                                     |
| جزر المالديف      | 30 يوم                                                     |
| نيبال             | تأشيرة لمدة 60 يوم تصدر عند الوصول                         |
| الأردن            | تأشيرة عند الوصول                                          |
| تيمور الشرقية     | تأشيرة لمدة 30 يوم تصدر عن الوصول، بمبلغ 0 دولار           |

### أوروبا
| البلدان والأقاليم | شروط الحصول |
| ----------------- | ----------- |
| كوسوفو            | 90 يوم      |

### أوقيانوسيا
| البلدان والأقاليم         | شروط الحصول |
| ------------------------- | ----------- |
| جزر كوك                   | 31 يوم      |
| ولايات ميكرونيسيا المتحدة | 30 يوم      |
| نييوي                     | 30 يوم      |
| بالاو                     | 30 يوم      |
| ساموا                     | 60 يوم      |
| توفالو                    | 1 شهر       |